# Philodicus doris
Philodicus doris là một loài ruồi trong họ Asilidae. Philodicus doris được Curran miêu tả năm 1927. Loài này phân bố ở vùng nhiệt đới châu Phi.